# Маркграфство Баден-Хахберг
Маркграфството Баден-Хахберг (на немски: Markgrafschaft Baden-Hachberg) се образува през 1212 г. чрез наследствена подялба на земята на Херман IV, починал през 1190 година, от Маркграфство Баден между синовете му Хайнрих I и Херман V и съществува до 1415 г. Хайнрих I основава страничната линия Баден-Хахберг на Дом Баден и управлява от замъка Хахберг в Южен Баден в Баден-Вюртемберг.
Рудолф I, синът на Хайнрих II основава през 1306 г. на замък Заузенбург страничната линия Хахберг-Заузенберг и Маркграфство Хахберг-Заузенберг (Markgrafschaft Hachberg-Sausenberg, 1306 – 1503). Брат му Хайнрих като Хайнрих III ръководи главната линия с резиденция замъка Хахберг близо до Емендинген. Маркграф Ото II от Хахберг продава на 25 юли 1415 г. замъка и господството Хахберг на маркграф Бернхард I от Баден. Ото II умира през 1418 г. и с него свършва линията Хахберг.
Маркграфът на Маркграфство Баден Христоф I купува през 1503 г. маркграфската земя от маркграф Филип от Хахберг-Заузенберг.
Чрез наследствена подялба Баден е разделен през 1535 г. на двете територии Маркграфство Баден-Дурлах (с Хахберг-Заузенберг) и Маркграфство Баден-Баден.

## Маркграфове на Хахберг и Хахберг-Заузенберг

### Хахберг
- 1190 – 1231 Хайнрих I
- 1232 – 1290 Хайнрих II
- 1290 – 1330 Хайнрих III
- 1330 – 1369 Хайнрих IV
- 1369 – 1386 Ото I
- 1386 – 1409 Йохан
- 1386 – 1410 Хесо
- 1410 – 1415 Ото II

#### Хахберг-Заузенберг
- 1306 – 1312 Рудолф I
- 1312 – 1318 Хайнрих
- 1318 – 1352 Рудолф II
- 1318 – 1384 Ото I
- 1352 – 1428 Рудолф III
- 1428 – 1441 Вилхелм
- 1441 – 1487 Рудолф IV
- 1441 – 1445 Хуго
- 1487 – 1503 Филип